# معركة نهر ياهاغي
معركة نهر ياهاغي أو معركة ياهاغي-غاوا (باليابانية: 矢作川の戦い، بالروماجي: Yahagi-gawa no Tatakai) معركة ضمن حرب غينبيه حدثت عام 1181 قرب نهر ياهاغي [الإنجليزية] في مقاطعة أواري في اليابان، بين قبيلتي ميناموتو وتايرا.

## الأحداث
بعد فشل الهجوم الليلي المباغت الذي قامته قوات ميناموتو بقيادة يوكييه على قوات تايرا في معركة نهر سونوماتا، إنسحب يوكييه مع من تبقى من قواته إلى وراء نهر ياهاغي [الإنجليزية] ليعسكر على الضفة الثانية من النهر فقام بتحطيم الجسر الواصل بين الضفتين ووضع الدفاعات لمنع قوات تايرا التي تطارده من العبور، لكنه فشل في صد القوات وإجبر على الإنسحاب مرة، بالمقابل توقفت قوات تايرا عن مطاردته وعادت أدراجها بعدما إنتشرت إشاعة عن قدوم جيش كبير من قوات ميناموتو من الشرق ومرض قائدهم تايرا نو توموموري.